# Parque Nacional de Kakadu
O Parque Nacional Kakadu é um parque nacional australiano localizado no Território do Norte. Localiza-se a 171 km, a sudeste da cidade de Darwin, capital do território. Foi estabelecido em 1979 e cobre uma área de 19.804 km². A sua gestão é feita pelo governo australiano e pelo diretor de Parques Nacionais Proprietários de Terras Tradicionais Aborígenes
O parque é reconhecido pela UNESCO como um patrimônio mundial. Está localizado na região de Alligator Rivers do Território do Norte. Abrange uma área de 19.804 quilômetros quadrados, estendendo-se por quase 200 quilômetros de norte a sul e mais de 100 quilômetros de leste a oeste. É do tamanho do País de Gales, cerca de um terço do tamanho da Tasmânia e quase metade do tamanho da Suíça. A mina de urânio Ranger, uma das minas de urânio mais produtivas do mundo, é cercada pelo parque.

## Galeria

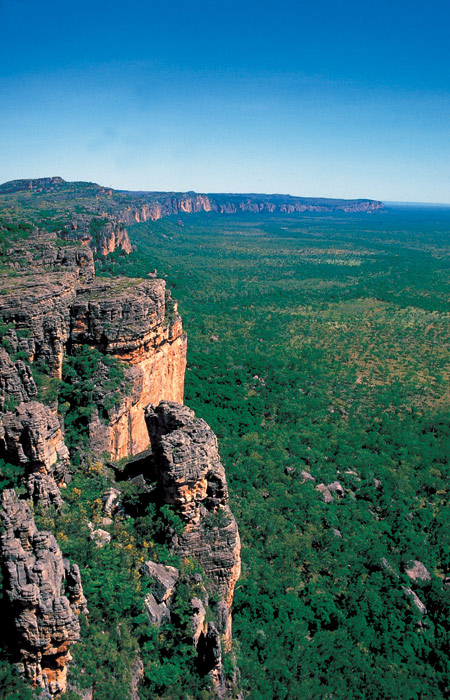
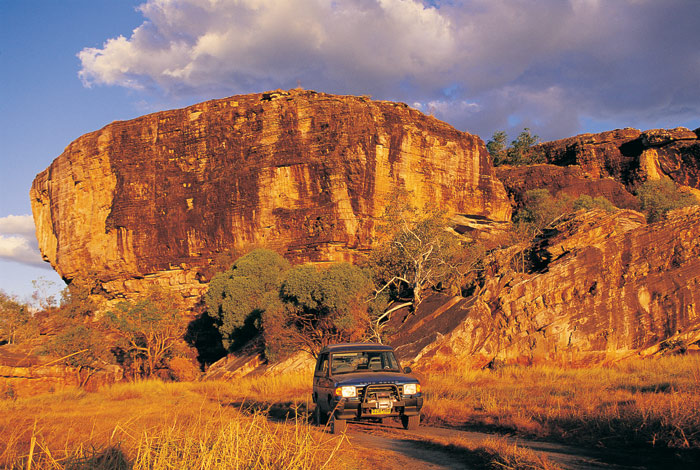
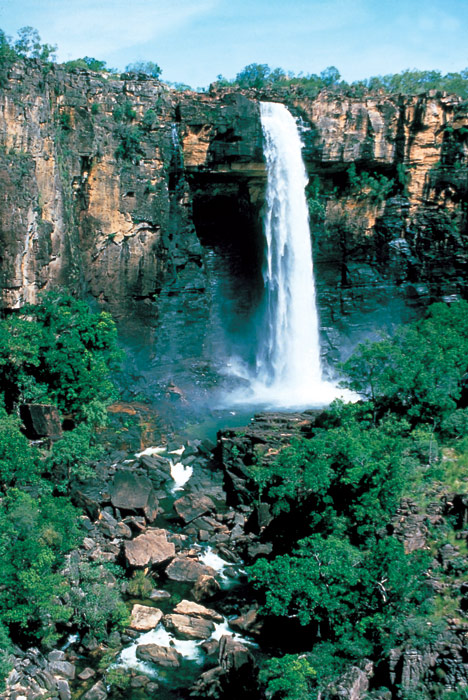

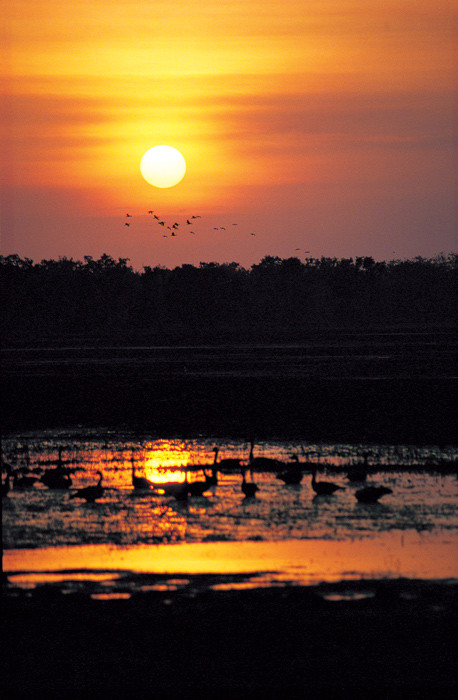
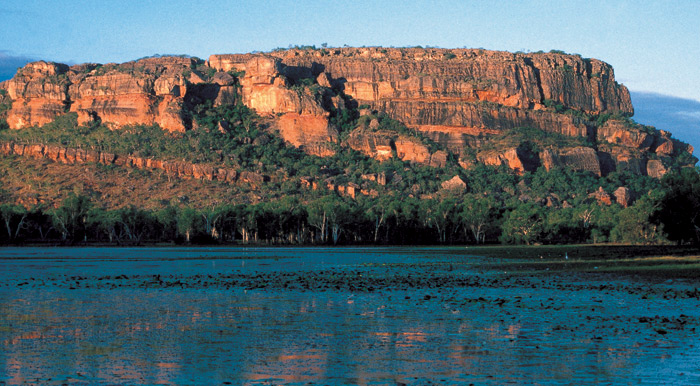

- Ficheiro:Kakadu 2419.jpg